# Megasaray Hotels Open 2023
L' Megasaray Hotels Open 2023 è stato un torneo maschile di tennis giocato sulla terra rossa. È stata la 5ª edizione del torneo, facente parte della categoria Challenger 75 nell'ambito dell'ATP Challenger Tour 2023. Si è giocato al Megasaray Tennis Academy di Adalia, in Turchia, dal 6 al 12 marzo 2023.

## Partecipanti

### Teste di serie
| Nazionalità          | Giocatore            | Ranking* | Testa di serie |
| -------------------- | -------------------- | -------- | -------------- |
| Austria              | Sebastian Ofner      | 158      | 1              |
| Ungheria             | Fábián Marozsán      | 161      | 2              |
| Italia               | Flavio Cobolli       | 166      | 3              |
| Rep. Ceca            | Vít Kopřiva          | 168      | 4              |
| Rep. Ceca            | Zdeněk Kolář         | 174      | 5              |
| Bosnia ed Erzegovina | Damir Džumhur        | 206      | 6              |
| Australia            | Li Tu                | 209      | 7              |
| Romania              | Nicholas David Ionel | 222      | 8              |

* Ranking al 27 febbraio 2023.

### Altri partecipanti
I seguenti giocatori hanno ricevuto una wild card per il tabellone principale:
- Yankı Erel
- Vilius Gaubas
- Ergi Kırkın

I seguenti giocatori sono passati dalle qualificazioni:
- Mirza Bašić
- Gianmarco Ferrari
- Salvatore Caruso
- Gerald Melzer
- Mathys Erhard
- Stefano Travaglia

Il seguente giocatore è entrato in tabellone come lucky loser:
- Lukas Neumayer

## Punti e montepremi
| Torneo    | Torneo              | V     | F     | SF    | QF    | 2T    | 1T  | Q | Q2  | Q1  |
| Singolare | Punti               | 75    | 50    | 30    | 16    | 7     | 0   | 4 | 2   | 0   |
| Singolare | Premi in denaro (€) | 9 880 | 5 820 | 3 450 | 2 000 | 1 165 | 720 | – | 360 | 185 |
| Doppio    | Punti               | 75    | 50    | 30    | 16    | –     | 0   | – | –   | –   |
| Doppio    | Premi in denaro (€) | 4 250 | 2 450 | 1 480 | 880   | –     | 500 | – | –   | –   |

## Campioni

### Singolare
Fábián Marozsán ha sconfitto in finale  Sebastian Ofner con il punteggio di 7–5, 6–0.

### Doppio
Filip Bergevi /  Petros Tsitsipas hanno sconfitto in finale  Sarp Ağabigün /  Ergi Kırkın con il punteggio di 6–2, 6–4.